# Breitenau (Gemeinde Pennewang)
Breitenau ist eine Katastralgemeinde und eine Ortschaft in der Gemeinde Pennewang im oberösterreichischen Bezirk Wels-Land im Hausruckviertel.
Breitenau liegt im Hausruckviertel auf 370 m Seehöhe. Breitenau befindet sich 15 Kilometer westlich der Stadt Wels und zwei Kilometer östlich von Pennewang. Die Katastralgemeinde setzt sich aus dem östlichen Teil der Gemeinde zusammen und umfasst eine Fläche von 5,8 km². Die Ausdehnung von Nord nach Süd beträgt 2,7 km und von Ost nach West 2,5 km.
Die Ortschaft hat 62 Einwohner (Stand 2001). Zur Katastralgemeinde Breitenau gehören außerdem die Ortschaften Graben (13 Einwohner), Mitterfils (47 Einwohner), Parzham (15 Einwohner), Pimming (20 Einwohner), Schmitzberg (27 Einwohner), Schneiting (30 Einwohner), Unterfils (22 Einwohner) und Unterwald (31 Einwohner).